# The Kylie Collection
The Kylie Collection — первый сборник австралийской певицы Кайли Миноуг. Был выпущен в декабре 1988 года для австралийского и новозеландского рынка. Альбом включает в себя песни дебютного альбома Миноуг и несколько ремиксов к наиболее популярным синглам певицы. Издавался на виниловых грампластинках и кассетах. Кроме того, в Австралии выпускалась VHS видеокассета с клипами к песням альбома.

## Список композиций
Альбом Kylie
Слова и музыка всех песен — (если не указано иначе) — Сток, Эйткен и Уотермен.
| №  | Название                                       | Длительность |
| -- | ---------------------------------------------- | ------------ |
| 1. | «I Should Be So Lucky»                         | 3:28         |
| 2. | «The Loco-Motion» (Джерри Гоффин и Кэрол Кинг) | 3:17         |
| 3. | «Je Ne Sais Pas Pourquoi»                      | 4:03         |
| 4. | «It’s No Secret»                               | 4:01         |
| 5. | «Got to Be Certain»                            | 3:21         |

| №  | Название                   | Длительность |
| -- | -------------------------- | ------------ |
| 1. | «Turn It into Love»        | 3:39         |
| 2. | «I Miss You»               | 3:18         |
| 3. | «I'll Still Be Loving You» | 3:52         |
| 4. | «Look My Way»              | 3:11         |
| 5. | «Love at First Sight»      | 3:32         |

Дополнительный диск The 12" Mixes
| №  | Название                           | Длительность |
| -- | ---------------------------------- | ------------ |
| 1. | «I Should Be So Lucky (Extended)»  | 6:03         |
| 2. | «The Loco-Motion (The Kohaku Mix)» | 5:55         |

| №  | Название                                                        | Длительность |
| -- | --------------------------------------------------------------- | ------------ |
| 1. | «I Still Love You (Je Ne Sais Pas Pourquoi) (Moi Non Plus Mix)» | 5:51         |
| 2. | «Got to Be Certain (Extended)»                                  | 6:34         |
| 3. | «Made in Heaven (Maid in Australia Mix)»                        | 6:16         |

## Релиз на видеокассете
| №                   | Название                  | Длительность |
| ------------------- | ------------------------- | ------------ |
| 1.                  | «I Should Be So Lucky»    |              |
| 2.                  | «Got to Be Certain»       |              |
| 3.                  | «The Loco-Motion»         |              |
| 4.                  | «Je Ne Sais Pas Pourquoi» |              |
| 5.                  | «It's No Secret»          |              |
| 6.                  | «Made in Heaven»          |              |
| Общая длительность: | Общая длительность:       | 27:09        |

## Участники записи
В записи альбома принимали участие:
- Кайли Миноуг — вокал, бэк-вокал

Дополнительный персонал
| - Ди Льюис — бэк-вокал - Мэй МакКенна — бэк-вокал - Сюзанна Ратиган — бэк-вокал - Мэтт Эйткен — продюсирование, аранжировки, клавишные, гитара - Майк Сток — продюсирование, аранжировки, клавишные, бэк-вокал - Пит Уотермен — продюсирование, аранжировки - Джордж ДеАнджелес — дополнительные клавишные - Нил Палмер — дополнительные клавишные - А. Линн — ударные | - Марк Макгуайр — звукорежиссёр - Йойо — звукорежиссёр - Карен Хьюитт — звукорежиссёр - Джейсон Баррон — ассистент звукорежиссёра - Питер Дэй — ассистент звукорежиссёра - Стюарт Дэй — ассистент звукорежиссёра - Джонатан Кинг — ассистент звукорежиссёра - Питер Хаммонд — микширование - Джей Уиллис — мастеринг |